# クロスビー・スティルス・ナッシュ&ヤング
クロスビー・スティルス・ナッシュ & ヤング（英語: Crosby, Stills, Nash & Young）は、アメリカ合衆国出身のロックバンド。略称はCSNY。
フォークロック界の有名ミュージシャンが集結したスーパーグループとして結成し、主に1960年代末から1970年代初頭にかけて活躍した。一旦解散後も集合離散を経ながら、様々な派生形態をとって活動している。

## 来歴

### 全盛期
元バーズのデヴィッド・クロスビー、元バッファロー・スプリングフィールドのスティーヴン・スティルス、ホリーズ脱退間近だったグラハム・ナッシュの3人がグループを結成するきっかけとなった場所はキャス・エリオットの家だったと証言する者もいれば、ジョニ・ミッチェルの家だったと証言する者もいる。近年刊行された評伝（2019年。邦訳は2020年）では以下の説明がなされている。
1968年2月14日、ホリーズはカリフォルニア州ウェスト・ハリウッドのウィスキー・ア・ゴーゴーに出演した。終演後、クロスビー、スティルス、ナッシュは車に乗り込み、ローレル・キャニオンにあるキャス・エリオットの家へ赴いた。評伝の著者ピーター・ドゲットは、「彼らがこの機会に一緒に歌わなかったとは考えられない。おそらく3人で声を合わせ、ハーモニーを楽しみ、またやりたいと思っただろう」と推測している。そして半年後の1968年8月31日頃、ナッシュがロンドンから飛行機で来た日、3人は同じくローレル・キャニオンのジョニ・ミッチェルの家で再会。スティルスが「泣くことはないよ」を歌うと、クロスビーとナッシュはハーモニーで加わり、歌い終わったときにグループ結成のアイデアが生まれた。彼らは得意になり、自分たちの「魔法」をキャス・エリオットやジョン・セバスチャンらに聴かせた。
1969年5月29日、3人はクロスビー・スティルス＆ナッシュ（以下、CSN）のデビュー・アルバム『クロスビー、スティルス&ナッシュ』を発表。アルバムはアコースティクな音作りと、3人のコーラスの美しさですぐに人気を呼んだが、もっとロック的要素を強めたいというスティルスの希望に沿ってメンバーが追加されることになった。数人のミュージシャンに加入を打診したがことごとく断られ、最終的に、当時すでにソロとして活動していたニール・ヤングがギタリストとして加わることになった。4人は同年6月15日に『クロスビー、スティルス&ナッシュ』に収録された「どうにもならない望み」の再録音を行っている。ヤングの参加によりグループ名はクロスビー・スティルス・ナッシュ&ヤング（以下、CSNY）となった。
同年8月に開催されたウッドストック・フェスティバルへの出演、翌1970年に発表したデビュー・アルバム『デジャ・ヴ』の爆発的ヒットなどにより、CSNYは商業的にも知名度の点でも頂点を極めた。1971年4月に発売された2枚組のライブ・アルバム『4ウェイ・ストリート』も全米アルバム・チャートの1位を記録した。しかしバッファロー・スプリングフィールド時代以来のスティルスとヤングの対立などのため、結局、ヤングがCSNYに在籍にしたのは1年ほどであった。

### 1974年の再集結

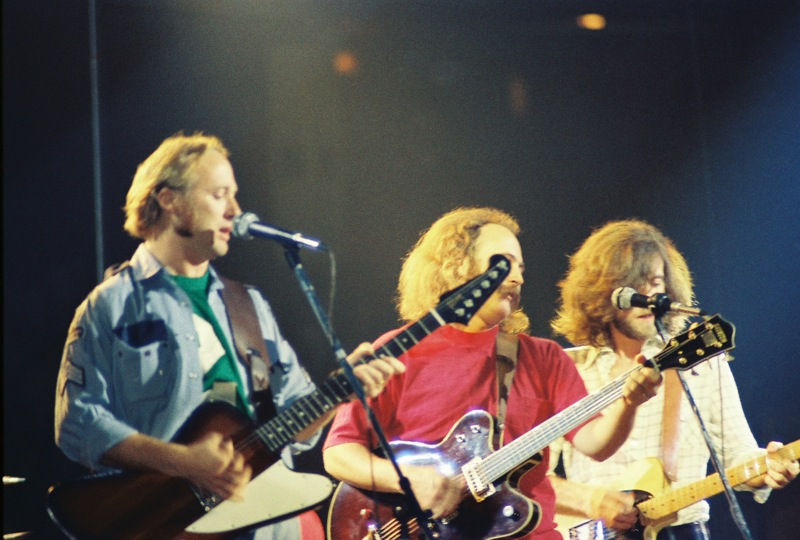
左からスティルス、クロスビー、ナッシュ（1974年）

1973年6月から7月にかけて、クロスビー、スティルス、ナッシュ、ヤングの4人は、カリフォルニアのヤングの牧場とハワイのレコーディング・スタジオに集まり、ワーキング・バケーションを過ごした。しかし1970年にバンドを沈没させた口論がすぐに再開し、4人は再び散り散りになった。スティルスが率いるマナサスが同年10月にサンフランシスコのウィンターランド・ボールルームで行なったコンサートでアコースティック・セットを演奏した後、4人は再び再結成に失敗した。
その後数ヶ月の間に、CSNYのマネージャーだったエリオット・ロバーツがCSNYの商業的な可能性を実現するよう説得した結果、スティルスが1974年3月のソロ・コンサートでCSNYのサマー・ツアーと予定されていたスタジオ・アルバムを発表するまでに至った。同年夏、CSNYはベースのティム・ドラモンド、ドラムのラス・カンケル、パーカッションのジョー・ララをサイドメンに迎えて本格的に再結成し、カリフォルニア州ウッドサイド近郊のヤングの牧場でリハーサルを行った後、7月9日から9月14日にまでの31日間のツアーに出発した。ツアーに合わせて8月に発表されたベスト・アルバム『ソー・ファー - 華麗なる栄光の道』は、全米アルバム・チャートの1位を記録した

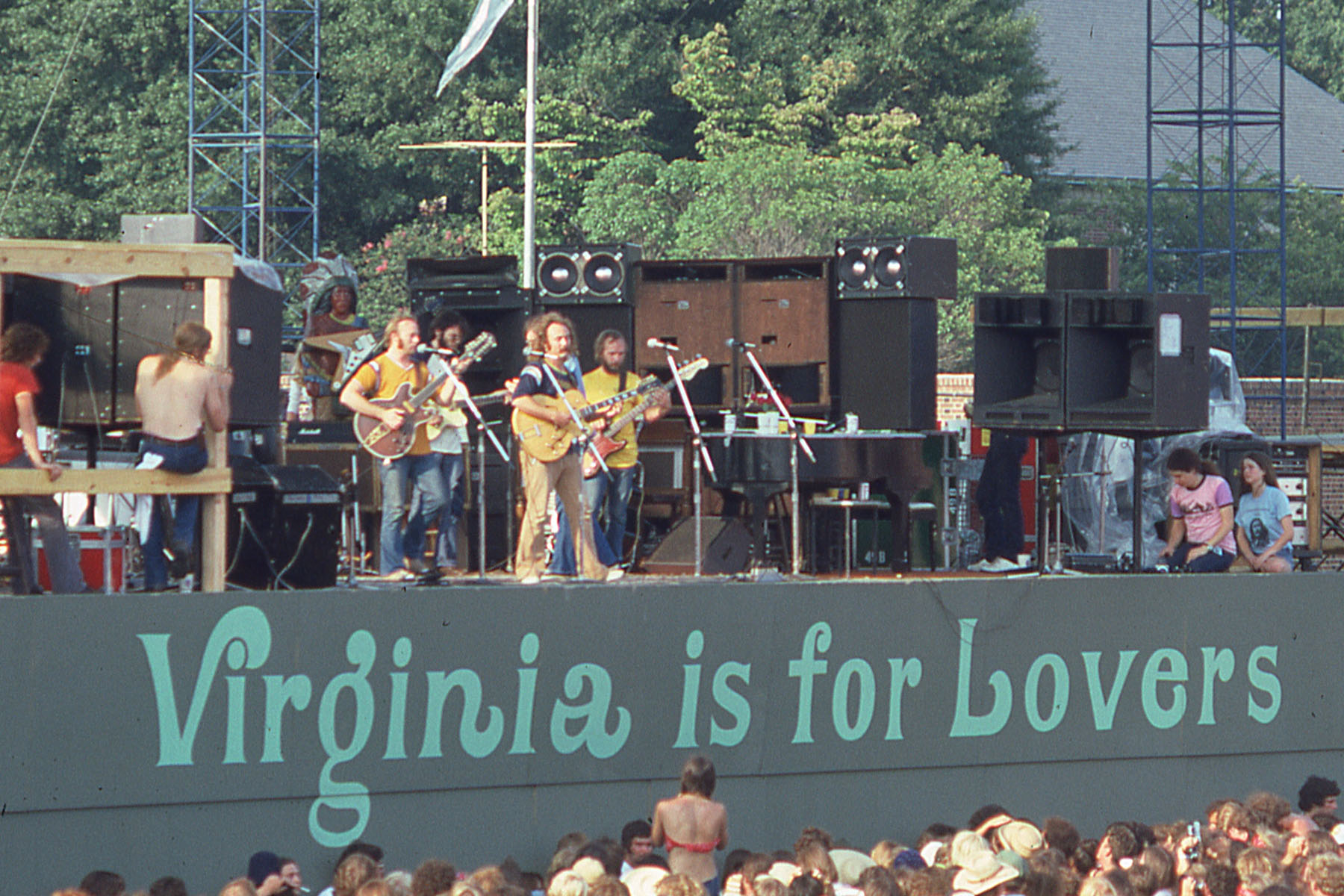
野外スタジアムのツアーでのクロスビー、スティルス、ヤング (1974年8月17日、バージニア州 ノーフォーク オールド・ドミニオン大学 フォアマン・フィールド)

このツアーは70年代の典型的なビッグ・ツアーで、プロモーターのビル・グラハムの手による大げさな演出にメンバーは辟易し、またドラッグや乱れた生活のために、当時調子の良かったヤングが3人と距離を置くことになった。このツアーの終わった後にスティルスとヤングは「スティルス-ヤング・バンド」、クロスビーとナッシュは「クロスビー&ナッシュ」として活動。クロスビー&ナッシュは2枚のアルバムがゴールドディスクとなり，順調だったが、スティルスとヤングはまた喧嘩別れに終わった。

### 1976年のCSN再始動
その後1976年、ロサンゼルスのグリーク・シアターでの公演中にスティルスがクロスビーとナッシュに声をかけ、CSN復活の舞台が整った。
再結成から1年も経たないうちに、CSNは『CSN』をリリースした。1976年後半から1977年前半にかけて、ロン＆ハワード・アルバートの指揮の下、マイアミのクライテリア・スタジオでレコーディングされた同アルバムには、CSNの最高チャート・シングルとなったナッシュの「ジャスト・ア・ソング (ビフォー・アイ・ゴー)」（7位）が収録されている。このアルバムは1977年夏、ビルボード・チャートで33週連続2位を記録し、8月の1ヶ月間その座を守り続け、最終的にRIAAの4重プラチナ認定を獲得した。 2017年現在、このアルバムはCSNで最も売れたアルバムであり、デビュー作を20万枚上回っている。
1978年6月21日、CSNは音楽業界への貢献が認められ、ハリウッド大通り6666番地にあるハリウッド・ウォーク・オブ・フェームの星を受賞した。
1977年と1978年にアリーナ・ツアーを成功させた後、クロスビーがフリーベース・コカインに依存するようになったため、CSNのさらなる活動は複雑なものとなった。1980年にリリースされたナッシュのアルバム『Earth & Sky』はトップ100チャート入りを逃したが、クロスビー＆ナッシュのプロジェクトとして構想されていた。
1982年に発表された『デイライト・アゲイン』は41週間チャート8位を記録した。このアルバムにはナッシュの「Wasted on the Way」（9位）とスティルスの「Southern Cross」（18位）という2曲の大ヒット曲が収録されている。またスティルスの「Too Much Love to Hide」も69位にチャートインした。このアルバムは結局、ニュー・ウェイヴやコンテンポラリーR&Bなどの新しい音楽情勢の中で前作ほど売れなかったが、1983年初めにRIAAのプラチナ認定を受けた。
『デイライト・アゲイン』の成功により、ほぼ年1回のツアーという新たな伝統が30年以上続いたが、1982年5月にテキサス州で麻薬と武器の容疑で逮捕され、収監されたクロスビーは、すぐにどん底に落ちた。映画『WarGames』のタイトル曲になりそうな曲をレコーディングしていたが、結局使用されることはなかった。バンドはこの曲をシングルとしてリリースし、2曲のスタジオ・トラックを中心にコンサートの録音を急遽集めてアルバム『Allies』を制作。さらに何度か逮捕され、1985年12月にようやく当局に出頭した。

### 1988年のCSNY再結成以降
「クロスビーが自浄作用を発揮すれば」という約束に基づき、ヤングは1988年に『American Dream』のためにクロスビーが刑務所から出所した際に、スタジオでトリオに再び参加することに同意した。スティルスとクロスビーはアルバム制作のためにほとんど機能しておらず、80年代後半の制作はバンドを完全に振り回した。このアルバムはビルボード・チャートで22週連続16位を記録したが、批評家からの評価は芳しくなく、ヤングはCSNYのツアーでこのアルバムをサポートすることを拒否した。バンドはヤングのタイトル曲のシングルのためにビデオを制作したが、そこでは各メンバーがそれぞれの性格やパブリック・イメージにゆるく基づいたキャラクターを演じていた。数年後、CSNYは再結成し、1991年11月3日にサンフランシスコのゴールデン・ゲート・パークでビル・グラハム追悼コンサート（『Laughter, Love and Music』）を行った。
CSNは1990年代に『Live It Up』（1990年）と『After the Storm』（1994年）の2枚のスタジオ・アルバムをレコーディングしたが、どちらのアルバムもそれまでの基準からすると売れ行きは芳しくなく、RIAA認定を得ることはできなかった。1991年にはボックス・セットが発売され、様々なソロ・プロジェクトからの予期せぬ良曲の中に、期待されたグループのハイライトが4枚収められていた。ある困難のために、マネージャーのロバーツはトリオのメンバーではなくなったが、まだヤングの代理人であり、ボックス用に用意されていたヤングの音源のほとんどを引き上げた。最終的に、全77曲中19曲がCSNYの曲としてクレジットされた。収録される予定だった「Human Highway」の1976年のCSNYヴァージョンは、2020年に『Neil Young Archives Volume II: 1972-1976』ボックス・セットで正式にリリースされる前に、数年後にインターネットに流出した。
1990年代後半になると、CSNはレコード契約を結んでいなかった。彼らは自分たちでレコーディングの資金を調達し始め、1999年にはスティルスがヤングを数曲にゲスト参加させた。彼らの気概に感銘を受けたヤングは、より積極的に参加するようになり、このアルバムはCSNYのプロジェクト『Looking Forward』となった。このアルバムはヤングの意向により、1999年10月にリプリーズ・レコードからリリースされた。作曲のクレジットはほとんどバンド・メンバーに限られており、批評家の立場からは、このディスクは前の3枚のアルバムよりも良い評価を受けた。また、商業的にも比較的好調で、9週間のチャートで26位を記録した。しかし、音楽業界の財政状況の変化を反映するように、『Looking Forward』は、その後のCSNY2Kツアー（2000年）とCSNYアメリカ・ツアー（2002年）の土台を築いたことで、最も注目された。
ヤングはソロ活動（1995年）とバッファロー・スプリングフィールドの活動（1997年）で殿堂入りしているが、メンバー全員が2度殿堂入りしたバンドはCSNYが初めてである。その1年後の1998年、CSNはヴォーカル・グループの殿堂入りを果たした。 CSNが1970年代半ばから使用していたロゴは、俳優でありコメディアンでもあったフィル・ハートマンがグラフィック・デザイナーとしての最初のキャリアでデザインしたものである。
長年にわたり、バンド編成の様々なコンピレーションが発売されてきたが、ボックス・セットが最も包括的で、『ソー・ファー - 華麗なる栄光の道』（1974年）が最も商業的に成功した。個々の回顧ボックスセットもリリースされている。2007年には、デヴィッド・クロスビーの『Voyage』が、様々なバンドやソロ・アーティストとしての彼の活動を年代順に紹介している。グラハム・ナッシュの『Reflections』は、67歳の誕生日を間近に控えた2009年初頭に同じ企画で発売された。スティーヴン・スティルスのボックスセット『Carry On』は2013年2月にリリースされた。これらの編集と監督は主にナッシュによって管理されている。

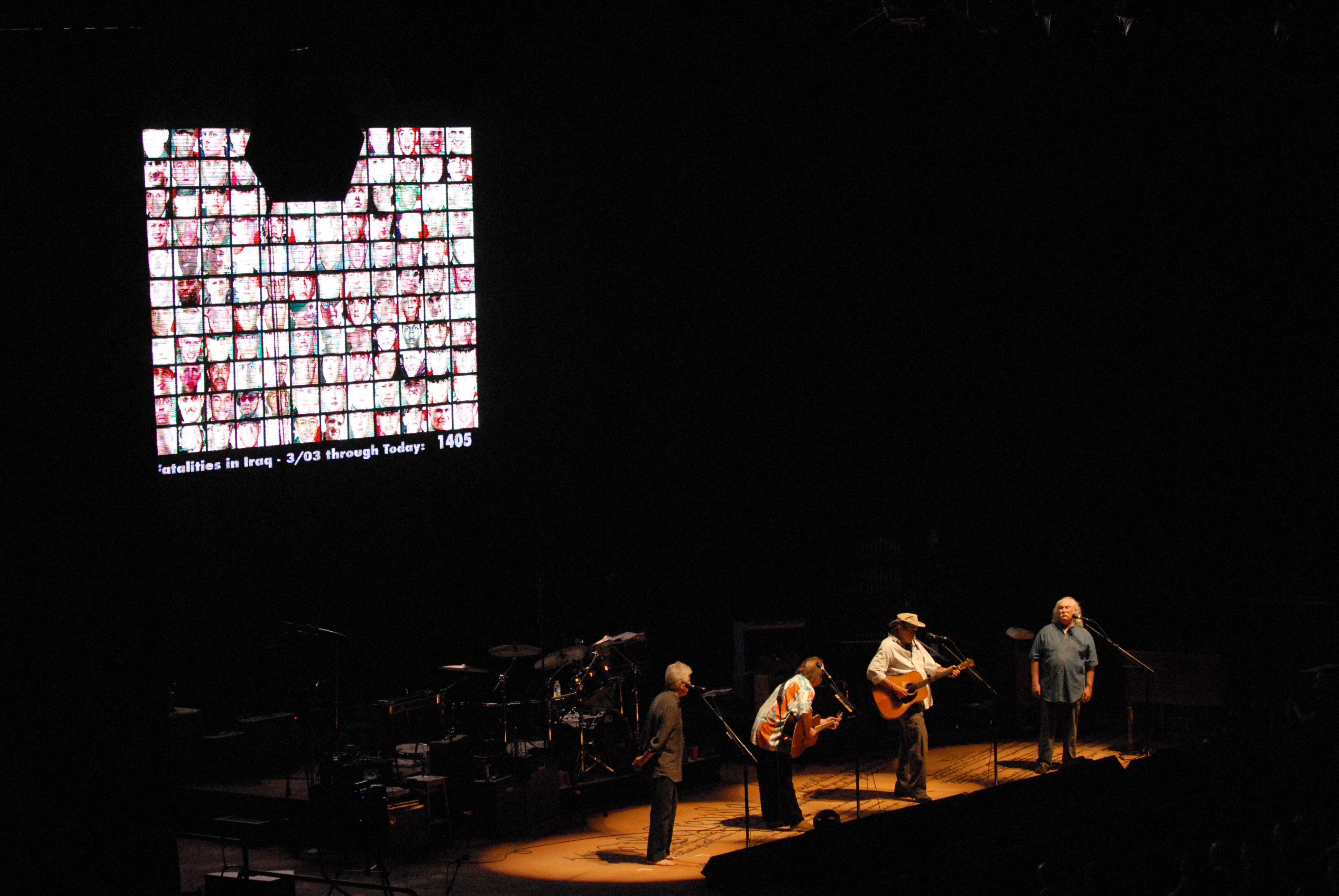
『Freedom of Speech』ツアー（2006年）より。同ツアーの背景の一つは、イラク戦争で亡くなったアメリカ兵たちの写真だった。

2006年、クロスビー、スティルス、ナッシュ、ヤングは、イラク戦争に反応して書かれたヤングのソロアルバム『Living with War』を引っさげて、『Freedom of Speech』ツアーに出発した。長いセットリストには、新しいプロテスト・アルバムの大部分と、スティルスの長らく延期されていたソロ・アルバム『マン・アライヴ！』からの曲、そしてクロスビーとナッシュの2004年のアルバムの曲が含まれていた。2006年5月16日、クロスビー、スティルス＆ナッシュは第54回BMIポップ・アワードでBMIアイコンとして表彰された。2007年2月、CSNはデヴィッド・クロスビーの病気のため、オーストラリアとニュージーランド公演の延期を余儀なくされた。また2006年には、長年マネージャーを務めたジェリー・トルマンが交通事故で亡くなった。
2009年6月、CSNはグラストンベリー・フェスティバルに出演。スティルスはその卓越したギター・プレイを称賛された。ヤングは彼らと一緒のステージには立たず、ソロ・アーティストとして出演した。2009年7月、彼らは第14回Gathering of the Vibesフェスティバルのヘッドライナーを務めた。セットの途中で、彼らは観客に来年また戻ってくることを熱烈に宣言した。
CSNは2010年、ソニー・ミュージックエンタテインメントのために、プロデューサーのリック・ルービンとともにカヴァー・アルバム（仮タイトル『Songs We Wish We'd Written』）のレコーディングを行ったが、ルービンとクロスビーの関係が険悪になり、クロスビーがルービンをクリエイティブ・プロセスにおける破壊的で独裁的な人物と認識したため、セッションが解消される前に7曲が完成した。2012年までに、CSNはソニーとのルービンのセッションに関する権利紛争の可能性を見越して、セルフ・プロデュースによる5曲の再レコーディングを終えている。
CSNは2012年にアメリカ、オーストラリア、ニュージーランド、ブラジルをツアーし、2012年7月17日に『CSN 2012』というタイトルの2CD/DVDをリリースした。

### 2010年代のCSN
クロスビー、スティルス、ナッシュ、ヤングは、2013年10月27日に開催された第27回ブリッジ・スクール・ベネフィットでアコースティック・セットを披露し、これがCSNYの最後のコンサートとなった。ナッシュと長年のバンド・アーカイヴィストであるジョエル・バーンスタインによる1974年ツアーのこれまで未発表の録音から抜粋したアンソロジー『CSNY 1974』が2014年7月8日にライノ・レコードからリリースされ、広く批評家から称賛を浴びた。
2014年9月のアイダホ・ステーツマン紙とのインタビューで、クロスビーはCSNYの再ツアーの噂を払拭し、ヤングの新しいパートナーであるダリル・ハンナを「百害あって一利なく人を食い物にするだけのような毒婦と付き合っている」と評した。同年10月8日、フィラデルフィアのアカデミー・オブ・ミュージックでのソロ・パフォーマンスで曲紹介をしながら、ヤングは「CSNYは二度とツアーをしない、絶対に......でも僕はあいつらを愛している」と発表した。その2日後、クロスビーは「（ヤングは）僕にとても怒っている」と確認し、ヤングの発言を「チベットに山があると言っているようなものだ」と例えた。
2015年5月18日、クロスビーは『ハワード・スターン・ショー』でハンナとヤングに公式に謝罪した。「彼女はニールを幸せにしている。僕はニールを愛しているし、彼には幸せになってもらいたい」、そして「ダリル、もしこれを聞いていたら、僕は謝罪します。どうして僕は君を非難したんだろう？　政治家や不快極まりない連中、僕が非難すべきなのは他にいる」。

### CSNYの終焉
近年はヤングが参加せず、CSN名義の活動が続いた。 2015年に20年ぶりの来日公演。しかしワールドツアーを終えた2016年に、クロスビーとナッシュ、ヤングとの不仲によってバンド活動は終了。翌2017年のインタビューでヤングはCSNYとしての再始動の可能性に含みを残したが、2021年のインタビューでは相変わらずクロスビーとナッシュの不仲は続いていた。
2023年1月、クロスビーが死去。享年81歳。彼の死を以って、4人の再集結は不可能となった。

## メンバー
- デヴィッド・クロスビー　David Crosby （元バーズ） ♰RIP.2023
- スティーヴン・スティルス　Stephen Stills　（元バッファロー・スプリングフィールド）
- グラハム・ナッシュ　Graham Nash　（元ザ・ホリーズ）
- ニール・ヤング　Neil Young　（元バッファロー・スプリングフィールド）

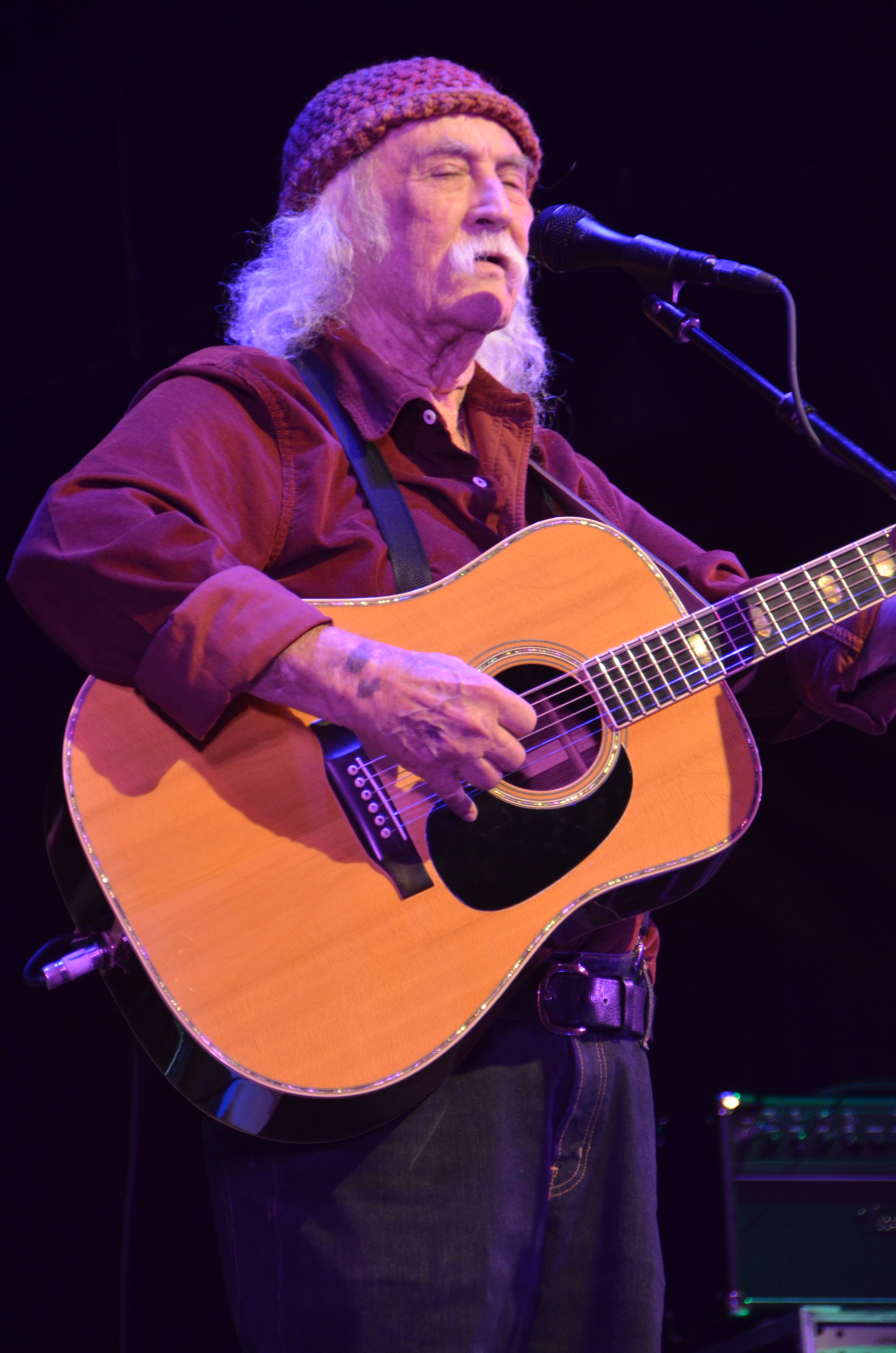
デヴィッド・クロスビー（2019年）
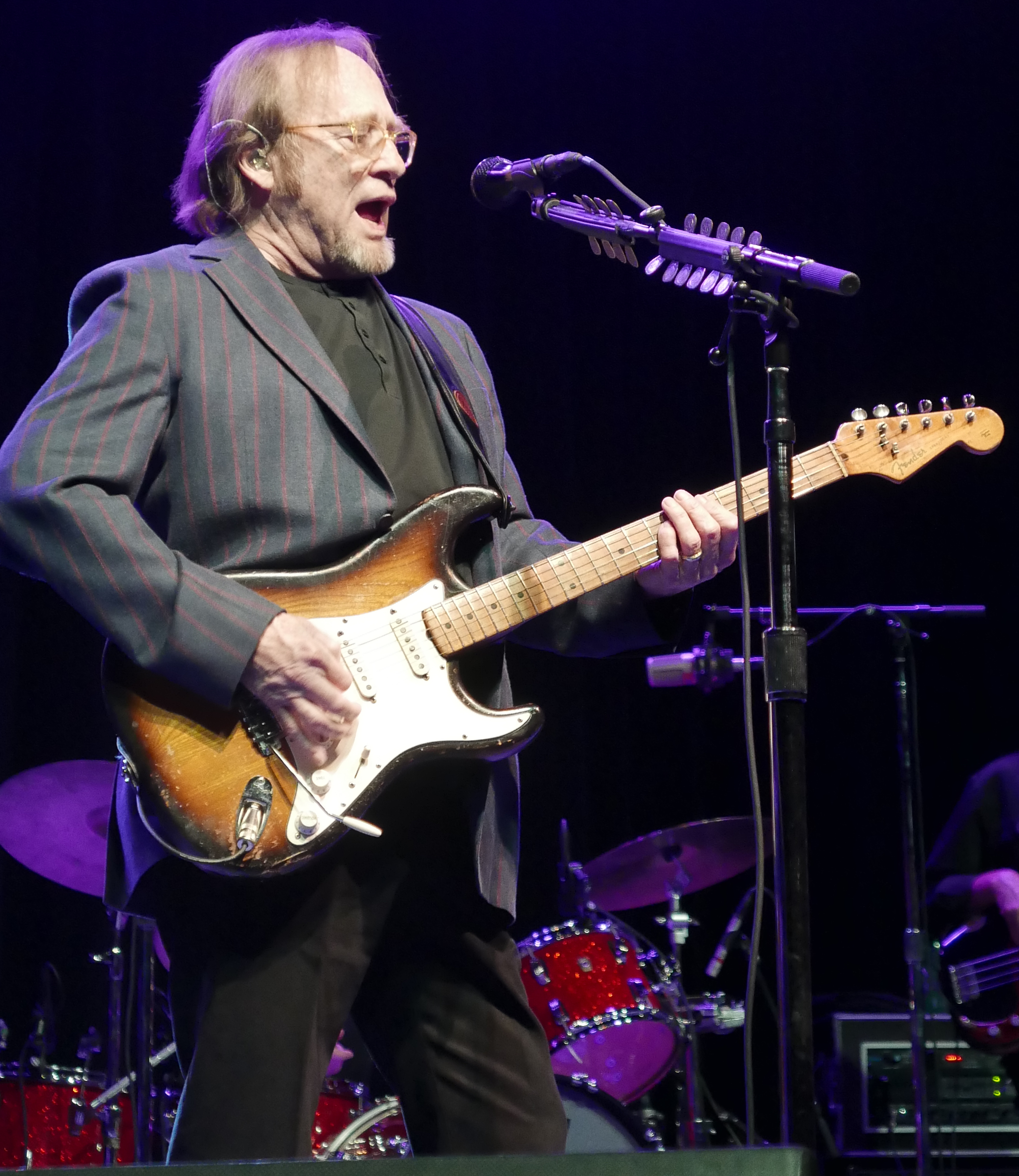
スティーヴン・スティルス（2016年）
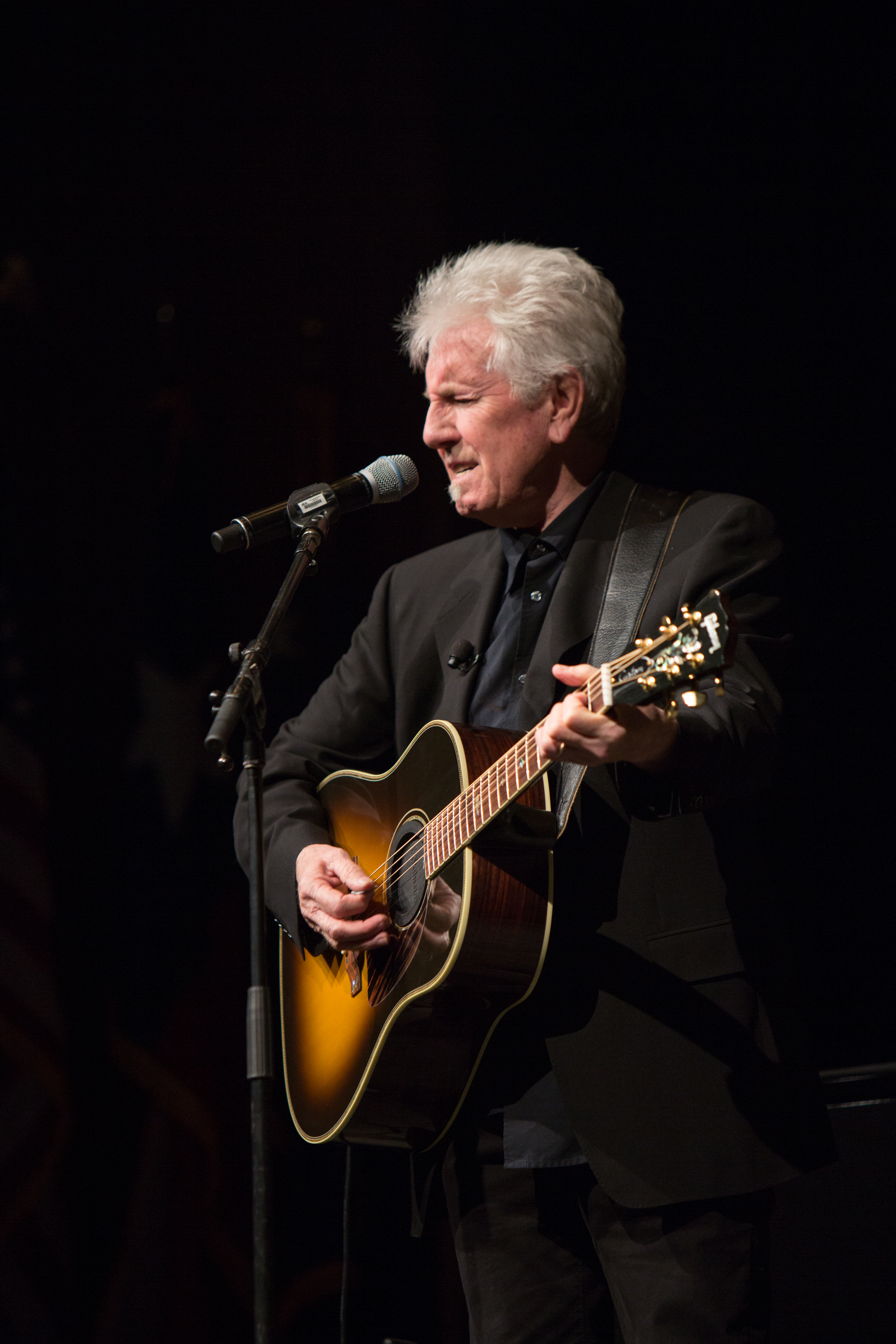
グラハム・ナッシュ（2014年）
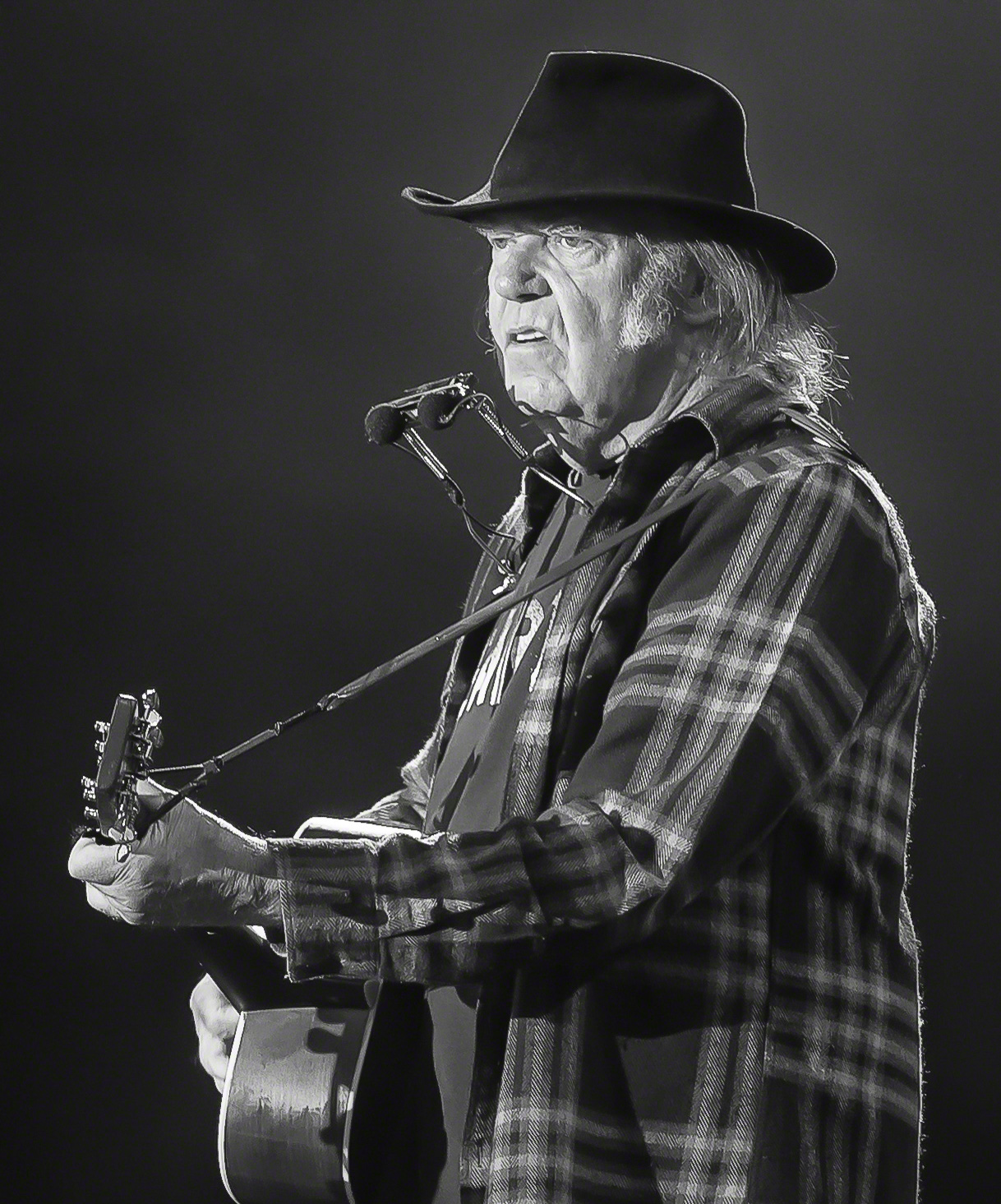
ニール・ヤング（2016年）

## ディスコグラフィ

### CSNYのアルバム
- デジャ・ヴ - Déjà Vu　（1970年3月11日）
- 4ウェイ・ストリート - 4 Way Street　（1971年4月7日）・・・ライヴ盤
- ソー・ファー - 華麗なる栄光の道 - So Far　（1974年8月19日）・・・ベスト盤
- アメリカン・ドリーム - American Dream　（1988年11月1日）
- ルッキング・フォワード - Looking Forward　（1999年10月26日）
- デジャ・ヴ・ライヴ - Déjà Vu Live　（2008年7月22日）・・・ライヴ盤・・・サウンドトラック
- CSNY 1974　（2014年7月8日）・・・ライヴ盤

### CSNのアルバム
- クロスビー、スティルス&ナッシュ - Crosby, Stills & Nash　（1969年5月29日）
- CSN - CSN　（1977年6月17日）
- デイライト・アゲイン - Daylight Again　（1982年6月）
- リヴ・イット・アップ - Live It Up　（1990年6月）
- アフター・ザ・ストーム - After The Storm　（1994年8月）
- Carry On　（1998年6月）・・・2枚組ベスト盤

### ボックスセット
- CSN　（1991年9月30日）・・・4枚組。CSN、CSNYの楽曲のみならず、ソロ作品なども含める。